# Hanashiro Chomo
Hanashiro Chōmo (1869 - 1945), ou Hanagusuku Chōmo (prononciation okinawaienne). Grand Maître de Karaté Shōrin-ryū.

## Biographie
Né à Shuri, il a commencé très jeune à s'entraîner chez Itosu Ankō (1830-1915), le plus ancien disciple, et successeur de Sōkon Matsumura (1809 - 1896), Matsumura étant déjà âgé. Il devint rapidement son assistant et le resta jusqu'à la mort de son maître en 1915.
Itosu projetait alors d'introduire l'entraînement obligatoire au karaté dans le système éducatif scolaire, et Chōmo Hanashiro, qui était enseignent, l'a beaucoup aidé dans la réalisation de son projet, dès le tout début du XXe siècle.
Vers 1920, il était considéré, même par ses pairs, Grands Maîtres du Karaté d'Okinawa, comme étant un "Grand parmi les Grands". Et en tant que tel, il fut membre fondateur du Ryukyu Tote Kenkyukai (club de recherche sur le Tō-te d'Okinawa), dont le but était de préserver et transmettre tel quel, l'enseignement d'Itosu Ankō. Mais, malgré cela, nous n'avons que très peu d'écrits sur lui, et n'en connaissons pas plus sur sa vie.
À part le fait que dans l'un de ses écrits personnels datant de 1905, il fut le tout premier à utiliser le terme de « karaté », en ayant volontairement remplacé l'idéogramme de TO, par celui de KARA, du fait de leur similitude phonétique, pour modifier légèrement le sens du terme utilisé précédemment: 
Tō-te = Main de Chine devenant:
Kara- te = Main « vide », dans le sens de la vacuité du Bouddhisme zen.
Un autre évènement notable de sa vie est le suivant :
Alors qu'il était à Tokyo, en 1936, avec son condisciple et ami de toujours, Kentsu Yabu (1863 - 1937), il rendit visite à Shōshin Nagamine, alors étudiant à l'école de police, pour lui enjoindre de respecter les katas dans leur forme originelle, contrairement à ce qu'il avait vu dans les dōjōs locaux, où les katas enseignés étaient tellement modifiés qu'il n'avaient plus grand-chose à voir avec les katas d'origine. Ce qu'a fait Shōshin Nagamine jusqu'au bout.
La même année, le 25 octobre, il participe, également avec son ami de toujours, Kentsu Yabu, à l'assemblée des « Grands Maîtres du Karaté d'Okinawa », où il préconise et obtient l'adoption officielle du terme « Kara- te » (« Main vide »), dans le sens de la vacuité du Bouddhisme zen, en lieu et place de l'ancien terme « Tō-te » (« Main de Chine »).
Gichin Funakoshi (le fondateur du Shotokan), son ancien condisciple chez Itosu Ankō, s'empresse de l'imiter.
Il meurt en 1945, sous les bombardements de l'armée américaine, à l'instar des 60 000 victimes civiles, en 82 jours de ces bombardements.
Ses disciples les plus éminents, furent Shigeru Nakamura (1892 - 1969), Chitōse (1898 - 1984), (fondateur du Chitō-ryū, à ne pas confondre avec le Shitō-ryū de Kenwa Mabuni), Nakama Chōzo (1899 - 1982), qui devint par la suite disciple de Shoshin Chibana, Shimabukuro Zenryō (1904 - 1969), fondateur de l'école Seibukan Shōrin-Ryū) et Kinjō Hiroshi (1919-